# アフターシェーブローション
アフターシェーブローション、または、アフターシェービングローションは、髭剃り後に使用する化粧水。多くは男性用。英語では単に aftershave と言う。
剃刀負け、ひりつきなどを防ぐのに使うが、女性用の一般的な化粧水より香りを楽しむ、使用時の爽やかさや刺激を楽しむという面が強い。アルコールと水を溶剤に、グリセリン、プロピレングリコールといった保湿剤、ひりつきを防ぐための鎮痒作用を期待して、あるいは使用に際しての皮膚の刺激を楽しむためのメントール、香料、防腐剤などを成分とする。電気剃刀の前に使用する人もいる。 
男性用香水のブランドから香りを揃えて発売される事も多い。日本では、ヘアトニック、ヘアリキッド、アフターシェーブローションの三点を一式として男性化粧品シリーズにし発売するブランドが多い。